# 9566 Rykhlova
9566 Rykhlova este un asteroid din centura principală de asteroizi.

## Descriere
9566 Rykhlova este un asteroid din centura principală de asteroizi. A fost descoperit pe 18 septembrie 1987 la Observatorul astrofizic din Crimeea de Liudmila Cernîh. El prezintă o orbită caracterizată de o semiaxă mare de 2,36 ua, o excentricitate de 0,25 și o înclinație de 3,5° în raport cu ecliptica.